# Mateo Sossah
Mateo Sossah (né le 28 avril 1988 à Lille) est un athlète français spécialiste du décathlon. Il s'entraîne à l'université de Caroline du Nord où il suit en parallèle des études commerciales.

## Carrière
Il se classe 4e des Championnats d'Europe d'athlétisme juniors à Hengelo en 2007, avec 7 516 points.
Le 11 juin 2009, il se classe deuxième du décathlon des Championnats NCAA de Fayetteville, réalisant un total de 8 044 points. Considéré comme l'un des favoris des Championnats d'Europe espoirs d'athlétisme 2009, l'athlète français remporte la médaille d'argent avec 7 885 points, derrière le Néerlandais Eelco Sintnicolaas. Peu après, il termine 29e des Championnats du monde à Berlin 2009, avec 7 682 points.

## Records
- Décathlon : 8 044 points (Fayetteville, 11 juin 2009)
- Heptathlon : 5 886 points ancien record de France Espoir (College Station Texas)

## Palmarès
- Championnats d'Europe espoirs d'athlétisme 2009 à Kaunas :
  -  Médaille d'argent du décathlon

- Championnats NCAA 2009 : 
  -  Médaille d'argent du décathlon

## Filmographie
- 2014 : Fastlife de Thomas N'Gijol : lui-même (caméo)